# Batswana

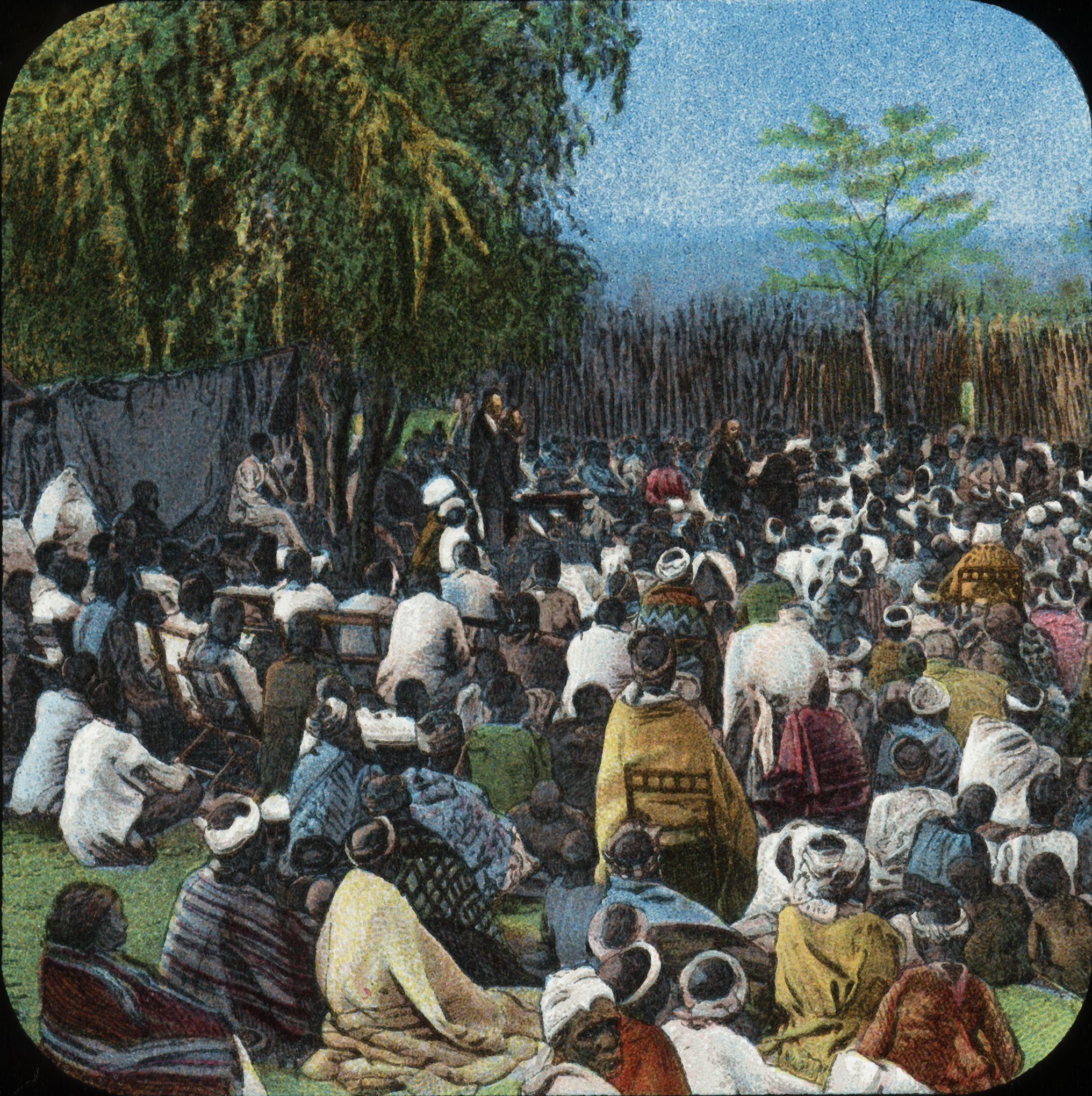
Batswana hören um 1900 einem Prediger der London Missionary Society zu.

Die Batswana oder Betschuanen (auch Tswana, Singular Motswana) sind eine Bantu-Ethnie im südlichen Afrika.
Sie leben hauptsächlich in Botswana, in Südafrika (unter anderem im ehemaligen Homeland Bophuthatswana) sowie in Simbabwe und Namibia (im ehemaligen Hereroland). Ihre Gesamtzahl wird international auf rund 4,5 Millionen geschätzt, davon etwa eine Million in Botswana und 3,3 Millionen in Südafrika. In Namibia sollen (Stand 2023) knapp 11.000 Tswana leben.
Ihre Sprache ist die Bantusprache Setswana. Innerhalb der Bantu-Familie gehören sie zur Gruppe der Sotho. Es gibt zahlreiche Untergruppen der Batswana, zum Beispiel die Barolong, Bangwato (Bamangwato) und Bakwena.
Der Name des Staates Botswana leitet sich von den Batswana ab, die dort die Bevölkerungsmehrheit stellen. Batswana wird auch als Bezeichnung für sämtliche Bewohner Botswanas verwendet, einschließlich der Khoisan-Völker. In der Kolonialzeit nannte man die Batswana auf Englisch Bechuana (von daher der kolonialzeitliche Name Betschuanaland für das britische Protektorat auf dem Gebiet des heutigen Botswana), auf Deutsch Betschuanen.
Früher wurde jedes Batswanavolk von einem königlichen Führer, dem Kgosikgolo, regiert. Der Kgosi war sowohl der weltliche als auch der spirituelle Führer, da er der Vermittler zum Modimo, ihrem höchsten Gott, war. Traditionell lebten sie in sogenannten Riesen: Dörfer mit einer Einwohnerzahl bis zu 40.000 Menschen.
Ein besonderes Statussymbol sind in ländlichen Regionen die Rinder, durch deren Besitz die soziale Stellung bestimmt wird. Heute kommen auf jeden Bürger Botswanas zwei Rinder, wodurch die Rinderzucht einer der wichtigsten Wirtschaftsfaktoren Botswanas ist. Ein Musikinstrument der Hirten ist die einsaitige, mit dem Bogen gestrichene Trogzither segankuru (sefinjolo).